# Brug 704
Brug 704 is een vaste brug in Amsterdam Nieuw-West.
De brug is gelegen in de Henk Sneevlietweg, die hier op een dijklichaam ligt en aansluit op de viaducten over de Overschiestraat en Rijksweg 10. De Henk Sneevlietweg loopt oost-west. De brug overspant een voet- en fietspad, dat noord-zuid loopt en start aan de Vlaardingenlaan. Het viaduct dateert van ongeveer 1976 en werd ontworpen door de Dienst der Publieke Werken, zonder dat een specifieke architect bekend is.
De brug is vanaf de brede Henk Sneevlietweg nauwelijks waarneembaar. Opvallend aan het viaduct (vanaf de onderliggende weg) zijn de kanteelvormige balustrades. Ze vertoont daarmee overeenkomsten met de brug 867, brug 868 en brug 869 nabij de Europaboulevardbrug, kruising Europaboulevard en Rijksweg 10. Het viaduct met nummer 704 wordt gesierd door enkele cirkelvormige ornamenten.

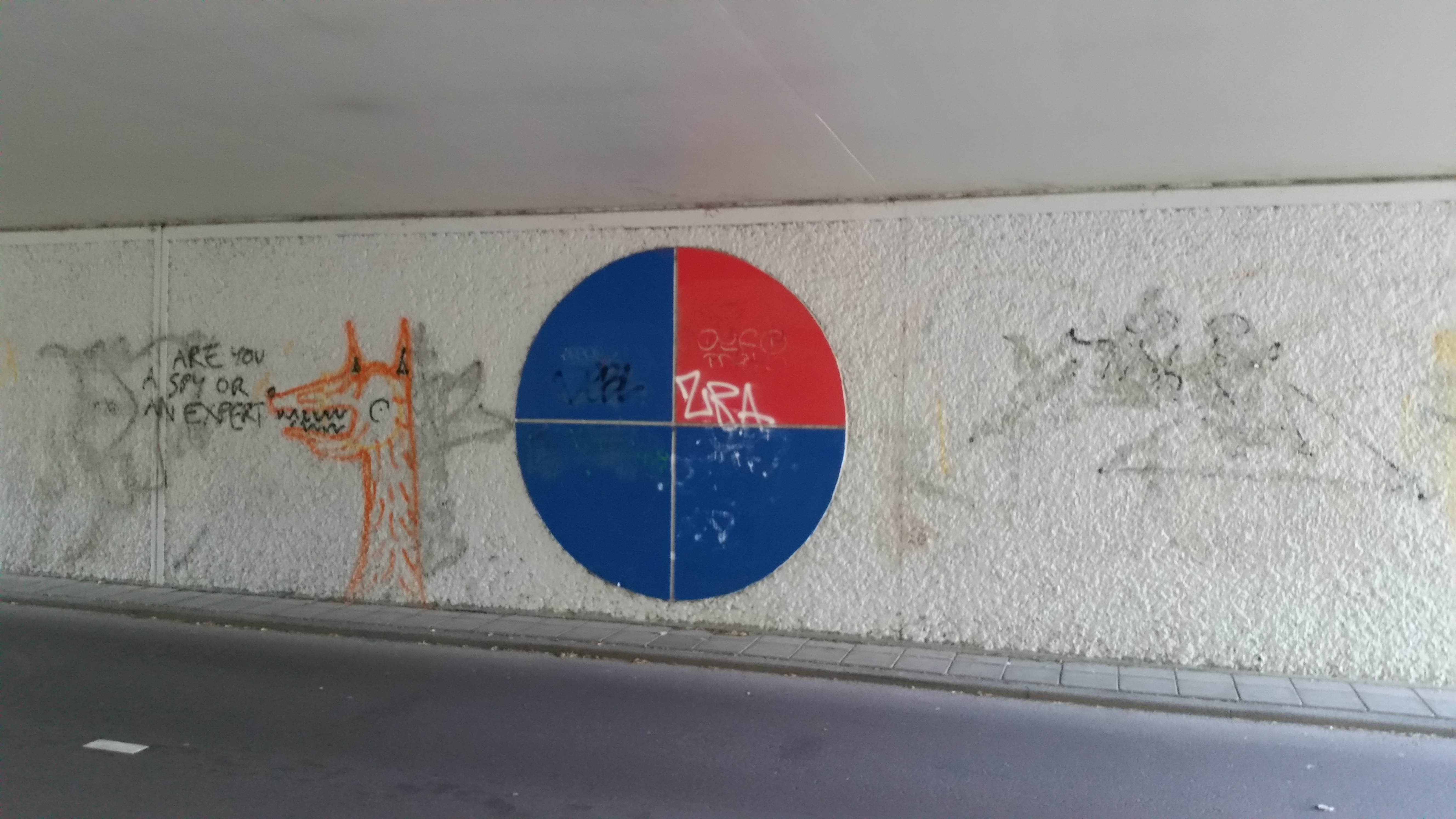
Versiering tunnelwand (juni 2018)

<<< · 700 · 701 · 702 · 703 · 704 · 705 · 706 · 707 · 708 · 709 · 710 · 711 · 712 · 713 · 714 · 715 · 716 · 717 · 718 · 719 · 720 · 721 · 722 · 725 · 726 · 729 · 730-738 · 739 · 740 · 741 · 742 · 743 · 744 · 745 · 746 · 747 · 748 · 749 · 751 · 752 · 753 · 754 · 755 · 756 · 757 · 758 · 759 · 760 · 761 · 762 · 763 · 764 · 765 · 766 · 767 · 768 · 769 · 770 · 771 · 772 · 773 · 775 · 776 · 777 · 778 · 779 · 780 · 781 · 782 · 783 · 784 · 786 · 787 · 788 · 789 · 790 · 791 · 792 · 793 · 794 · 795 · 797 · >>>
Brugnummers  723, 724, 727, 728, 750, 774, 785, 796 (niet gerealiseerde brug over de Slotervaart), 798 en 799 zijn niet vergeven.